# Amalavijñāna
 (décembre 2024).
Amalavijñāna, « conscience pure », désigne, dans l'enseignement du bouddhisme de l'école Cittamātra, la conscience débarrassée de toute semence impure. Elle est une neuvième conscience qui vient s'ajouter aux huit que reconnaît en principe ce courant.

## Neuvième conscience
Toutes les écoles bouddhiques reconnaissent l'existence de six consciences, vijñāna : cinq consciences sensorielles et une « conscience mentale », manovijñāna. 
Le Cittamātra ajoute à cela deux consciences : la conscience souillée (kliṣṭamanas), et l’ālayavijñāna, conscience fondamentale qui est le réceptacle — c'est le sens du mot sanskrit alâya — des traces karmiques. 
Cependant, le maître et traducteur indien Paramārtha ajoute à cette série une neuvième conscience : amalavijñāna, la conscience pure, sans souillure. C'est là un de ses principaux apports au courant Cittamātra. L’amalavijñāna est conscience de l'ainsité, pure, sans erreur. Si le Cittamātra considère la relation sujet-objet comme nature imaginaire, et ne reconnaît habituellement que la nature dépendante, paratantra, l’amalavijñāna transcende cette dernière. L’amalavijñāna est non duelle, elle est une, et advient au moment où cesse l’ālayavijñāna. 
Paramârtha voit dans cette conscience la source de toute réalité. Elle permet, à ses yeux, de surmonter les souillures que connaissent les niveaux inférieurs de conscience. En ce sens, cette conscience est identique au Tathagatagarbha (nature de bouddha), qui est une condition sine qua non de l'éveil. 
Cette théorie amena la formation de l'école Shelunzong (ou Shezong). 

## Partie de l’ālayavijñāna
Selon l'école Faxiang, inspirée par Xuanzang, il y a bien une amalavijñāna, mais celle-ci n'est qu'une partie de l’ālayavijñāna, qui advient lorsque cette dernière devient pure. Elle n'est donc que la nature « accomplie » de l’ālayavijñāna, conscience base de tout.